# Інформаційний масив
Однорідні інформаційні сукупності реквізитів, об'єднані спільним змістом, утворюють інформаційний масив.
Основні елементи інформаційного масиву — це записи, під якими розуміють значення однієї позиції масиву. Записи є тими елементами масиву, з якими, здебільшого, оперує користувач під час роботи з ним. Множина однорідних показників являє собою відповідний інформаційний масив.
Запис масиву характеризується переліком і послідовністю розміщення реквізитів (атрибутів), що входять до нього. Довжина запису дорівнює сумі довжин зазначених атрибутів.
Інформаційний масив як сукупність записів характеризується також ідентифікатором. Останній присвоюється масиву під час його створення і використовується для його відшукання та роботи з ним.
Записи в масиві можуть упорядковуватися за зростанням або спаданням значень відповідних атрибутів чи їх комбінацій. Такі атрибути називаються ключовими, або «ключами впорядкування» масиву. Кожний запис у масиві визначається своїм місцем у ньому або значеннями відповідних атрибутів.
Отже, задаючи ідентифікатор масиву, структуру його запису та ключові атрибути, повністю визначаємо його як інформаційну одиницю.
Зауважимо, що фіксування ЕКІ в документах, на магнітних дисках, стрічках чи інших носіях також супроводжується її структуризацією. Залежно від використовуваних засобів чи принципів автоматизованої обробки інформації, навіть від мов програмування, можуть бути створені та виокремленні певні структурні елементи інформації, а саме: бази даних, інформаційний фонд, каталоги та словники даних, файли даних (інформаційні, програмні, текстові), матриці, таблиці тощо.